# Карналіївка
Карналі́ївка — село Старокозацької сільської громади Білгород-Дністровського району Одеської області в Україні. Населення становить 811 осіб. Розташоване в балці, на березі річки Алкалія. Біля села знаходиться ліс, ставок. Історія села сягає правління Катерини II.

## Населення
Згідно з переписом 1989 року населення села становило 913 осіб, з яких 431 чоловік та 482 жінки.
За переписом населення 2001 року в селі мешкало 799 осіб.

### Мова
Розподіл населення за рідною мовою за даними перепису 2001 року:
| Мова       | Відсоток |
| ---------- | -------- |
| українська | 87,18 %  |
| російська  | 5,92 %   |
| гагаузька  | 4,19 %   |
| молдовська | 1,73 %   |
| білоруська | 0,37 %   |
| болгарська | 0,37 %   |
| циганська  | 0,25 %   |